# Labrus mixtus
Labrus mixtus е вид бодлоперка от семейство Labridae. Видът не е застрашен от изчезване.

## Разпространение и местообитание
Разпространен е в Албания, Алжир, Белгия, Великобритания, Германия, Гибралтар, Гърнси, Гърция, Дания, Джърси, Египет, Западна Сахара, Ирландия, Испания, Италия, Кипър, Либия, Мавритания, Малта, Мароко, Монако, Нидерландия, Норвегия, Португалия, Сенегал, Словения, Тунис, Турция, Франция, Хърватия, Черна гора и Швеция.
Обитава крайбрежията на океани, морета и рифове. Среща се на дълбочина от 2 до 163 m, при температура на водата от 9,7 до 12,2 °C и соленост 34,4 – 35,6 ‰.

## Описание
На дължина достигат до 30 cm.
Продължителността им на живот е около 20 години. Популацията на вида е стабилна.